# Colville (Washington)
Colville je grad u američkoj saveznoj državi Washington. Prema popisu stanovništva iz 2010. u njemu je živjelo 4.673 stanovnika.